# 道着

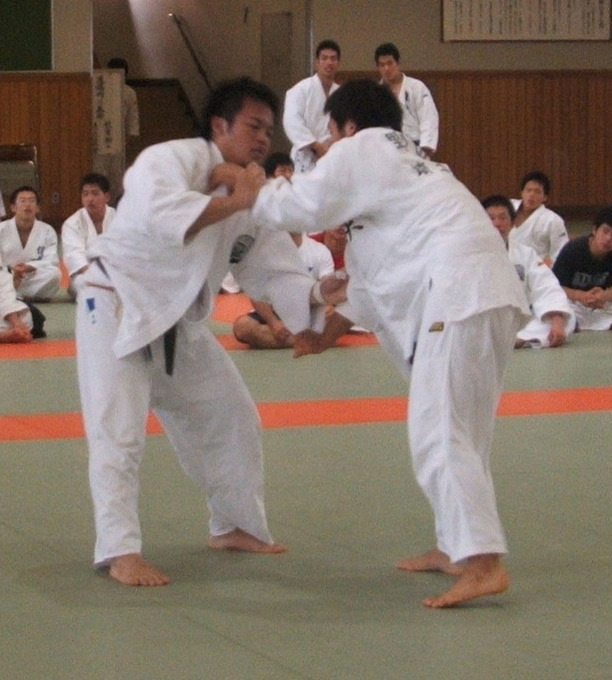
柔道着

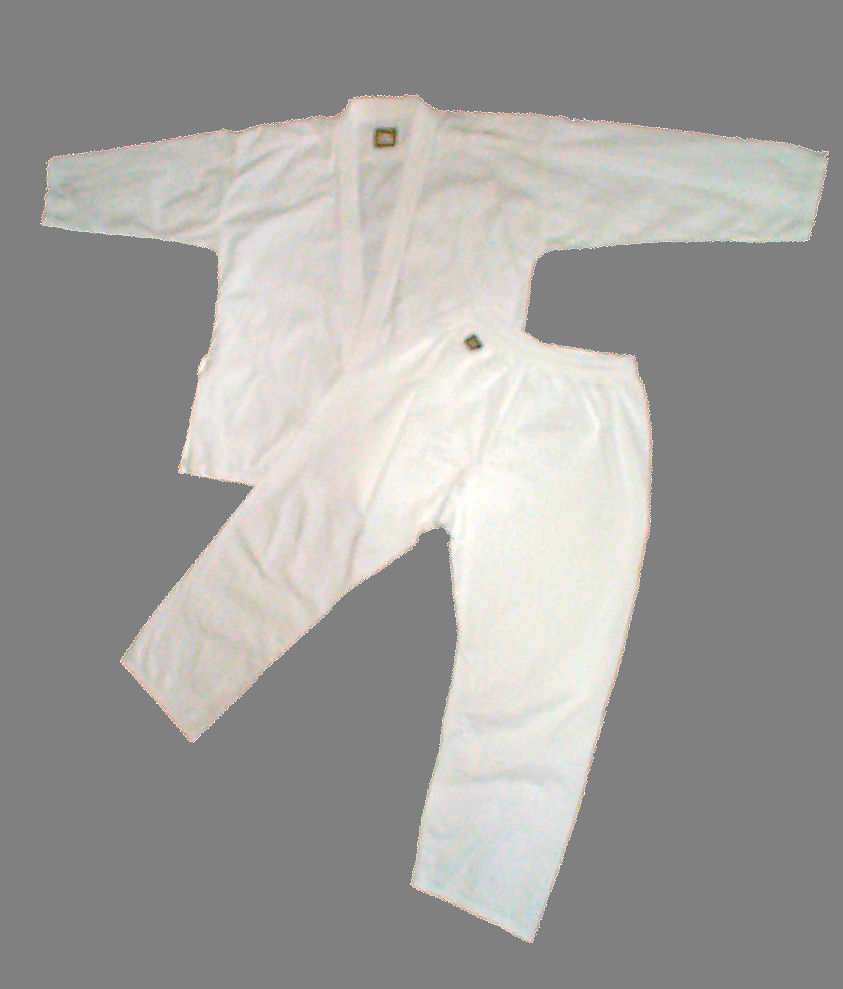
空手道着

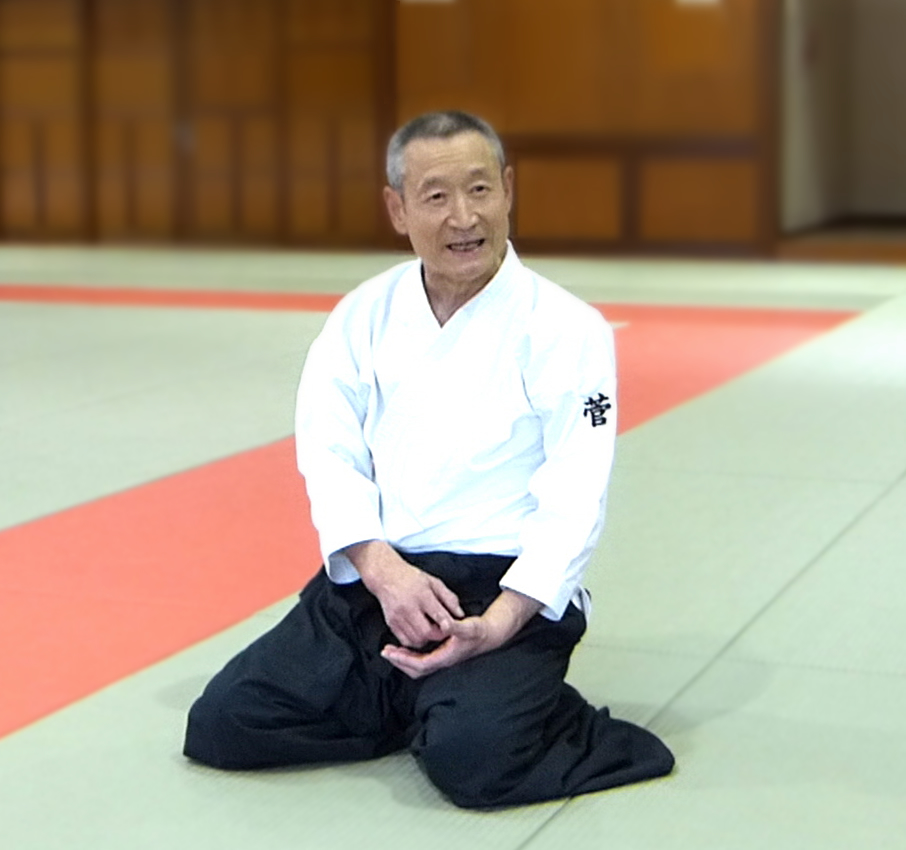
合気道着

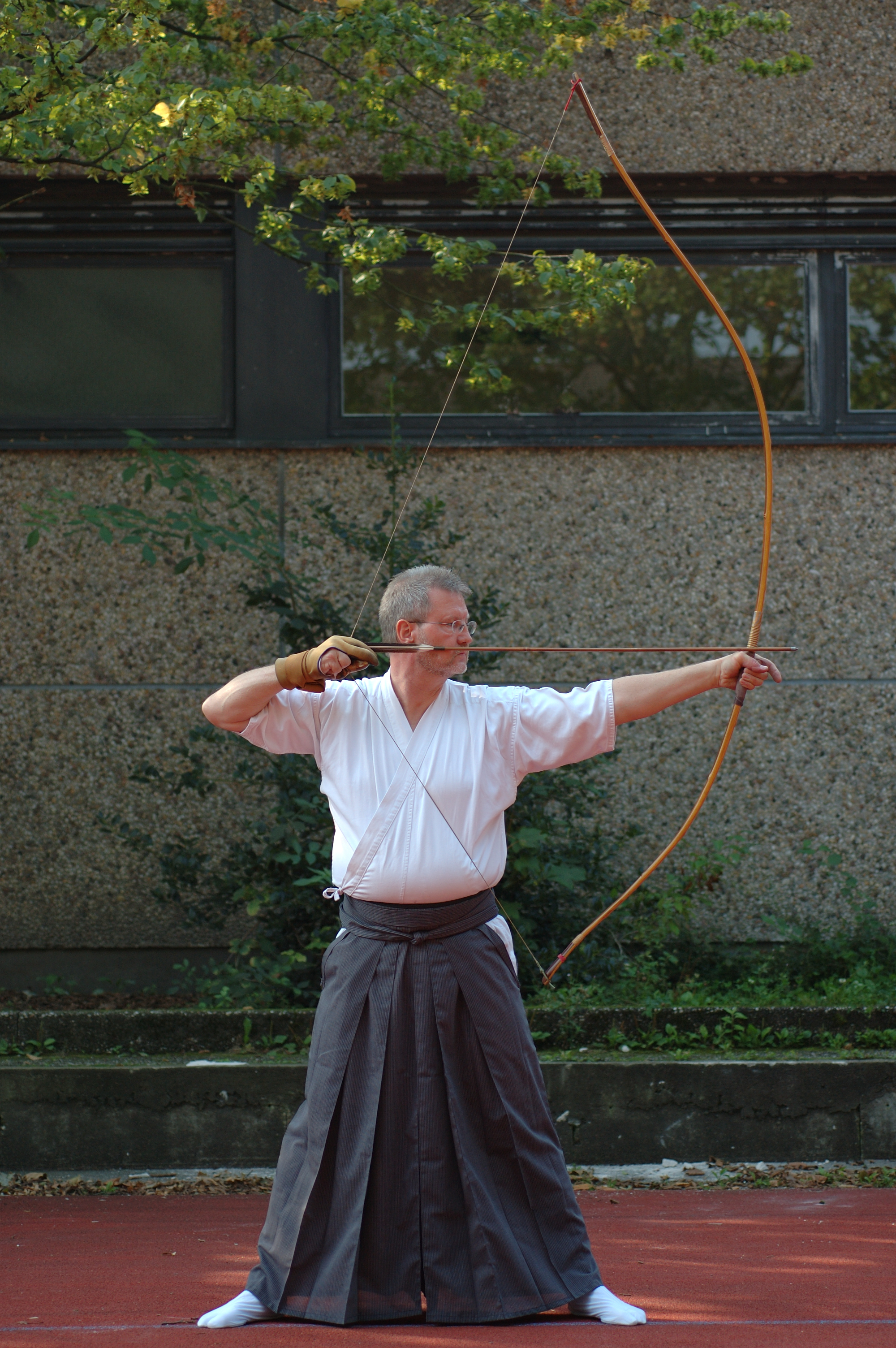
弓道着

道着（どうぎ）とは、武道や武術などに用いられる衣服の一種である。別名道衣（どうぎ）。

## 概要
主に柔道、剣道、少林寺拳法、空手道、弓道、合気道、居合道、抜刀道、なぎなた、ブラジリアン柔術、サンボ、躰道、日本拳法、大道塾空道、銃剣道、短剣道、杖道、テコンドーなどで用いられる衣服を総称して「道着」と呼ぶことが多い。本記事では道着以外に、防具なども紹介する。
道着の素材は吸水性が高く着心地のよい綿・晒か、洗濯しやすいポリエステルやテトロンであることが多い。色は生成色（アイボリー、象牙色、鳥の子色とも）・白・黒・紺など、武道により色が異なることもある。
晒は白く高価で、生成りは未晒であり安価、未漂白のため丈夫である。洗濯をしていくうちに徐々に白くなってゆく。
武道、武術は古い文化だが『角川国語大辞典』初版（1982年）、書籍『柔道大事典』（1999年）、『三省堂国語辞典』5版（2001年）、『大辞林』第三版（2006年）には「道着」、「道衣」（どうぎ）の項目はない。『三省堂国語辞典』7版（2007年）には「道着」、「道衣」（どうぎ）の項目がある。『大辞林』第四版（2019年）には「道着」の項目がある。

## 歴史
現在の徒手の武道における武道着（衣）の形状に、道衣を改良したのは講道館柔道が始まりであり、講道館創設の当初はそれまでの古流柔術の乱捕り稽古用の道衣をそのまま使用しており、広袖で短く肘まで、下袴も短く腿の辺りまでしかなかった。擦傷がたえなかったため、1907（明治40）年頃、従来のものに洋服の要素を取り入れて、現在のように改良された。この改良により、技の範囲も広くなり、投げ技の進歩を助長した。

## 構成

### 上衣
読み方は「うわぎ」。
柔道着
白・生成色・青
空手道着
白・生成色・黒
合気道着
白・生成色
少林寺拳法　道着
白・生成色
日本拳法
白・生成色
大道塾空道
白・青
躰道
白・生成色
サンボ
青・赤
ブラジリアン柔術
黒、白、青、紺
テコンドー
白
なぎなた
白・生成色
剣道着
白・生成色・紺
居合道着
白・生成色・黒
抜刀道
白・生成色・紺
銃剣道着
白・生成色・紺
短剣道着
白・生成色・紺
弓道着
白・生成色
杖道
白・生成色・紺

### 肌襦袢
肌襦袢は居合道や剣道、弓道などで使われることがある。襟元が上衣から見えないことが望ましいとされる。昇段や演武用は襟元が白いものが使われる。Tシャツで代用されることもあり襟元を見えなくし、色が透けないようにVネックの白や薄いグレーの無地を使うことがある。

### 股下
下穿き、ズボンや下衣とも言う。
柔道着
白・生成色・青
空手道着
白・生成色・黒
合気道着
白・生成色
少林寺拳法　道着
白・生成色
日本拳法
白・生成色
大道塾空道
白・青
躰道
白・生成色
サンボ
青・赤
ブラジリアン柔術
黒、白、青、紺
テコンドー
白
なぎなた
白・生成色
居合道着
白・生成色・黒
抜刀道
白・生成色・紺
銃剣道着
白・生成色・紺
短剣道着
白・生成色・紺
弓道着
白・生成色
杖道
白・生成色・紺

### 袴
袴は合気道や居合道で用いられる。
合気道着
白・紺・黒
馬乗り袴
居合道着
白・黒
馬乗り袴
なぎなた
黒・紺
馬乗り袴
剣道着
白・生成色・紺
居合道着
白・生成色・黒
抜刀道
白・生成色・紺
銃剣道着
白・紺
短剣道着
白・紺
弓道着
紺・黒
馬乗り袴（男女共に）、行灯袴（女性のみ）
杖道
白・生成色・紺
剣道着
白・紺
居合道着
白・紺

### 股引・ステテコ
股引、ステテコは袴の汚れや透けるのを防いだり、動きやすくするため。夏は汗を吸い取り、冬は防寒として使う。

### 手拭・タオル
手拭・タオルに使う。体形の補正や汗をぬぐうため

### 防具
顎紐
籠手
グローブ
オープンフィンガーグローブ
スポーツ用サポーター
ヘッドギア
プロテクター
防具
包帯
マウスピース
ゆがけ
弓道に用いる。
レガース

### 武具
竹刀
普及型
小判型
柄太型
柄細型
柄短型
胴張り型
実戦型
古刀型
袋竹刀
木刀
模擬刀
打刀
和弓
弦
木銃
薙刀

### 小物類
帯
角帯
足袋
袋
道着や防具、竹刀や薙刀、弓をしまう為の袋。
矢筒
ゼッケン
たすき
鍔
下緒
居合道に用いる。